# Жорж Бенгальский
Жорж Бенга́льский — второстепенный персонаж романа «Мастер и Маргарита» Михаила Булгакова. Конферансье театра Варьете, в котором происходит злополучный сеанс чёрной магии.

## Описание персонажа
Полный, весёлый, надоедливый и хорошо знакомый всей Москве конферансье.
Жорж представлял знаменитый сеанс проведённый перед московской публикой помощниками Воланда в театре Варьете. Во время сеанса москвичам были представлены разные чудеса, которые на сцене перед публикой продемонстрировали помощники иностранного артиста Коровьев и Бегемот. После одного такого номера — дождя из червонцев — конферансье потребовал немедленного его разоблачения, и — кот Бегемот, по просьбе публики, и по команде Коровьева, в два поворота оторвал ему голову, однако потом, по просьбе зрительского зала и приказанию Воланда, вернул её на место. После этих злоключений Бенгальский сошёл с ума и попал в психиатрическую клинику профессора Стравинского, где был вылечен. Однако в театр Варьете он больше не вернулся.
«Жорж Бенгальский, проведя в лечебнице четыре месяца, поправился и вышел, но службу в Варьете вынужден был покинуть, и в самое горячее время, когда публика шла за билетами, — память о чёрной магии и её разоблачениях оказалась очень живуча. Бросил Бенгальский Варьете, ибо понимал, что представать ежедневно перед двумя тысячами человек, быть неизбежно узнаваемым и бесконечно подвергаться глумливым вопросам о том, как ему лучше: с головой или без головы? — слишком мучительно. Кроме того, утратил конферансье значительную дозу своей весёлости, которая столь необходима при его профессии. Осталась у него неприятная, тягостная привычка каждую весну в полнолуние впадать в тревожное состояние, внезапно хвататься за шею, испуганно оглядываться и плакать. Припадки эти проходили, но всё же при наличности их прежним делом нельзя было заниматься, и конферансье ушёл на покой и начал жить на свои сбережения, которых, по его скромному подсчёту, должно было хватить ему на пятнадцать лет».

## Происхождение персонажа
В мнимой гибели Жоржа Бенгальского, которому кот Бегемот открутил голову, но потом по просьбам милосердных зрителей, ввернул её на место, отразилась сцена столь же мнимого убийства Сократа «Метаморфоз» Апулея (II века): «И, повернув направо Сократову голову, убийца Мероя, в левую сторону шеи ему до рукояти погрузила меч и излившуюся кровь старательно приняла в поднесённый к ране маленький мех, так чтобы нигде ни одной капли крови не было видно», впоследствии Сократ благополучно оживает. 
Жоржу Бенгальскому же Бегемот, «дико взвыв, в два поворота сорвал… голову с полной шеи», а потом когда голова вернулась на место, все следы крови чудесным образом исчезли.
Фамилия Бенгальский — распространённый сценический псевдоним. Не исключено также, что Булгаков ориентировался на одного из эпизодических персонажей романа Фёдора Сологуба (Тетерникова) «Мелкий бес» — драматического артиста Бенгальского. 
Непосредственным прототипом Жоржа Бенгальского послужил один из конферансье, выступавших в Московском мюзик-холле (с которого списан во многом театр Варьете) — Георгий (или Жорж) Раздольский.

## Образ Жоржа Бенгальского в кинематографе и театре
| Название           | Страна | Год  | Режиссёр        | В роли Жоржа Бенгальского    | Примечания |
| ------------------ | ------ | ---- | --------------- | ---------------------------- | ---------- |
| Мастер и Маргарита | СССР   | 1977 | Юрий Любимов    | Готлиб Ронинсон Семён Фарада | спектакль  |
| Мастер и Маргарита | Польша | 1988 | Мацей Войтышко  | Ян Коциняк                   |            |
| Мастер и Маргарита | Россия | 1994 | Юрий Кара       | Амаяк Акопян                 |            |
| Мастер и Маргарита | Россия | 2005 | Владимир Бортко | Андрей Ургант                | телесериал |
| Мастер и Маргарита | Россия | 2024 | Михаил Локшин   | Игорь Верник                 |            |